# Kesklinn
Kesklinn (stadscentrum) är ett av åtta distrikt i Estlands huvudstad Tallinn. Det har 52 820 invånare (2013) på en yta på 30,6 kvadratkilometer och omfattar Gamla staden med Domberget, Sadama (passagerarhamnen), stadens centrala affärskvarter och hela Ülemistesjön. Många kulturella och politiska institutioner är belägna här: Riigikogu (parlamentet), nationaloperan, estniska och ryska dramatiska teatrarna, nationalbiblioteket och Kalevistadion.

## Stadsdelar
- Gamla staden (Vanalinn)
- Juhkentali
- Kadriorg
- Kassisaba
- Keldrimäe
- Kitseküla
- Kompassi
- Luite
- Maakri
- Mõigu
- Raua
- Sadama
- Sibulaküla
- Südalinn
- Tatari
- Torupilli
- Tõnismäe
- Ulfsö (Aegna)
- Uus Maailm
- Veerenni
- Ülemistejärve